# Distretto di Gatsibo
Il distretto di Gatsibo è un distretto (akarere) del Ruanda, parte della Provincia Orientale con capoluogo Kabarore.
Il distretto si compone di 14 settori (imirenge):
- Gasange
- Gatsibo
- Gitoki
- Kabarore
- Kageyo
- Kiramuruzi
- Kiziguro
- Muhura
- Murambi
- Ngarama
- Nyagihanga
- Remera
- Rugarama
- Rwimbogo